# Take Up Thy Stethoscope and Walk
«Take Up Thy Stethoscope and Walk» es una canción por la banda británica de rock psicodélico Pink Floyd, y aparece en su álbum debut, The Piper at the Gates of Dawn (1967). Esta fue la primera canción en hacer que Roger Waters se le acreditara por escribirla, continuamente aumentando la velocidad hasta el final, donde se incluye un trabajo de guitarra frenético por parte de Syd Barrett y partes maniacas de teclado por Richard Wright. Se ha sugerido que una parte de la batería de la canción estaba destinada a emular un latido de corazón; tal vez de ésta se retomó la idea para la intro del que sería después The Dark Side of the Moon. El título de la canción es una referencia al Evangelio de San Juan (5:8): «Jesús le dijo: "Levántate, toma tu camilla y anda"»; en inglés, "Rise, take up thy bed and walk". 
La morbosa letra no se parece a las del resto del álbum, que fueron escritas por Barrett, pero es característica del trabajo de Waters; el motivo clínico volvería a presentarse en composiciones como "Free Four" y "Comfortably Numb". Similarmente, en "Sheep", se encuentran más referencias bíblicas adaptadas por Waters para encajar en la canción.
En lo que es probablemente una coincidencia, la canción es análoga a Amused to Death de Waters, empezando con la frase "Doctor, Doctor."

## Versiones alternativas y en vivo
- Fue interpretada en vivo por la banda en 1967. Las versiones en vivo eran más largas significantemente, con la sección central conteniendo mayor parte del efecto espacial de la guitarra de Barrett, que en las versiones de estudio.
- Fue reinterpretada por At the Drive-In para Steve Lamacq y lanzada junto con su sencillo "Invalid Litter Dept.", y posteriormente en la recopilación This Station Is Non-Operational; desde el rompimiento de At the Drive-In, The Mars Volta ha realizado la canción en vivo algunas ocasiones.

## Personal e instrumentario
- Syd Barrett - Guitarra eléctrica, voz
- Richard Wright - órgano Farfisa, piano
- Roger Waters - Bajo , voz
- Nick Mason - Batería, timbales